# Temporada 2025 del Campeonato Mundial de Supersport 300
La Temporada 2025 del Campeonato Mundial de Supersport 300 es la novena temporada del Campeonato Mundial de Supersport 300.

## Calendario
El 11 de octubre de 2024, Dorna Sports hizo público el calendarío provisional para 2025.
| Calendario 2025 | Calendario 2025 | Calendario 2025 | Calendario 2025                       | Calendario 2025  | Calendario 2025 | Calendario 2025 | Calendario 2025 | Calendario 2025               | Calendario 2025     |
| Ronda           | Ronda           | País            | Circuito                              | Fecha            | Superpole       | Vuelta Rápida   | Piloto ganador  | Equipo ganador                | Constructor ganador |
| --------------- | --------------- | --------------- | ------------------------------------- | ---------------- | --------------- | --------------- | --------------- | ----------------------------- | ------------------- |
| 1               | R1              | Portugal        | Algarve International Circuit         | 29 de marzo      | Beñat Fernández | David Salvador  | Jeffrey Buis    | Freudenberg KTM-Paligo Racing | KTM                 |
| 1               | R2              | Portugal        | Algarve International Circuit         | 30 de marzo      |                 | Julio García    | Beñat Fernández | Team#109 Retro Traffic Kove   | Kove                |
| 2               | R1              | Países Bajos    | TT Circuit Assen                      | 12 de abril      | Julio García    | Beñat Fernández | Jeffrey Buis    | Freudenberg KTM-Paligo Racing | KTM                 |
| 2               | R2              | Países Bajos    | TT Circuit Assen                      | 13 de abril      |                 | Beñat Fernández | Jeffrey Buis    | Freudenberg KTM-Paligo Racing | KTM                 |
| 3               | R1              | República Checa | Autodrom Most                         | 17 de mayo       | Humberto Maier  | David Salvador  | Julio García    | ProDina Kawasaki Racing Sport | Kawasaki            |
| 3               | R2              | República Checa | Autodrom Most                         | 18 de mayo       |                 | Julio García    | Jeffrey Buis    | Freudenberg KTM-Paligo Racing | KTM                 |
| 4               | R1              | Emilia-Romaña   | Misano World Circuit Marco Simoncelli | 14 de junio      | Antonio Torres  | Carter Thompson | Carter Thompson | MTM Kawasaki                  | Kawasaki            |
| 4               | R2              | Emilia-Romaña   | Misano World Circuit Marco Simoncelli | 15 de junio      |                 |                 |                 |                               |                     |
| 5               | R1              | Francia         | Circuit de Nevers Magny-Cours         | 6 de septiembre  |                 |                 |                 |                               |                     |
| 5               | R2              | Francia         | Circuit de Nevers Magny-Cours         | 7 de septiembre  |                 |                 |                 |                               |                     |
| 6               | R1              | Aragón          | MotorLand Aragón                      | 27 de septiembre |                 |                 |                 |                               |                     |
| 6               | R2              | Aragón          | MotorLand Aragón                      | 28 de septiembre |                 |                 |                 |                               |                     |
| 7               | R1              | Estoril         | Autódromo do Estoril                  | 11 de octubre    |                 |                 |                 |                               |                     |
| 7               | R2              | Estoril         | Autódromo do Estoril                  | 12 de octubre    |                 |                 |                 |                               |                     |
| 8               | R1              | España          | Circuito de Jerez                     | 18 de octubre    |                 |                 |                 |                               |                     |
| 8               | R2              | España          | Circuito de Jerez                     | 19 de octubre    |                 |                 |                 |                               |                     |

## Pilotos y equipos
| Parrilla 2025                       | Parrilla 2025 | Parrilla 2025 | Parrilla 2025 | Parrilla 2025         | Parrilla 2025 | Parrilla 2025 |
| Equipo                              | Constructor   | Moto          | N.º           | Piloto                | Rondas        |               |
| ----------------------------------- | ------------- | ------------- | ------------- | --------------------- | ------------- | ------------- |
| Accolade Smrž Racing BGR            | Kawasaki      | Ninja 400     | 11            | Filip Novotny         |               |               |
| Accolade Smrž Racing BGR            | Kawasaki      | Ninja 400     | 85            | Kevin Sabatucci       |               |               |
| Deza-Box 77 Racing Team             | Kawasaki      | Ninja 400     | 16            | Uriel Hidalgo         |               |               |
| Deza-Box 77 Racing Team             | Kawasaki      | Ninja 400     | 77            | José Manuel Osuna     |               |               |
| Kawasaki Junior Team by MTM         | Kawasaki      | Ninja 400     | 13            | Roberto Fernández     |               |               |
| Kawasaki Junior Team by MTM         | Kawasaki      | Ninja 400     | 53            | Petr Svoboda          |               |               |
| Kawasaki GP Project                 | Kawasaki      | Ninja 400     | 29            | Giacomo Zannini       |               |               |
| Kawasaki GP Project                 | Kawasaki      | Ninja 400     | 9             | Emiliano Ercolani     |               |               |
| MTM Kawasaki                        | Kawasaki      | Ninja 400     | 26            | Mirko Gennai          |               |               |
| MTM Kawasaki                        | Kawasaki      | Ninja 400     | 50            | Carter Thompson       |               |               |
| ProDina Kawasaki Racing             | Kawasaki      | Ninja 400     | 38            | David Salvador        |               |               |
| ProDina Kawasaki Racing             | Kawasaki      | Ninja 400     | 74            | Antonio Torres        |               |               |
| Pons Motosport Italika Racing       | Kawasaki      | Ninja 400     | 79            | Tomas Alonso          |               |               |
| Freudenberg KTM-Paligo Racing       | KTM           | RC 390 R      | 6             | Jeffrey Buis          |               |               |
| Freudenberg KTM-Paligo Racing       | KTM           | RC 390 R      | 66            | Phillip Tonn          |               |               |
| KOVE Factory Team                   | Kove          | 321 RR-S      | 41            | Marc García           |               |               |
| KOVE Factory Team                   | Kove          | 321 RR-S      | 48            | Julio García          |               |               |
| Team #109 Retro Traffic Kove        | Kove          | 321 RR-S      | 7             | Beñat Fernández       |               |               |
| Team #109 Retro Traffic Kove        | Kove          | 321 RR-S      | 88            | Daniel Mogeda         |               |               |
| ARCO SASH MotoR University Team     | Yamaha        | YZF-R3        | 32            | Gonzalo Sánchez       |               |               |
| ARCO SASH MotoR University Team     | Yamaha        | YZF-R3        | 55            | Unai Calatayud        |               |               |
| ProGP NitiRacing                    | Yamaha        | YZF-R3        | 36            | Felix Putra Mulya     |               |               |
| ProGP NitiRacing                    | Yamaha        | YZF-R3        | 56            | Galang Hendra Pratama |               |               |
| Team BrCorse                        | Yamaha        | YZF-R3        | 31            | Elia Bartolini        |               |               |
| Team BrCorse                        | Yamaha        | YZF-R3        | 43            | Marco Gaggi           |               |               |
| MS Racing                           | Yamaha        | YZF-R3        | 19            | Dorian Joulin         |               |               |
| MS Racing                           | Yamaha        | YZF-R3        | 39            | Juan Risueño          |               |               |
| Yamaha Motoxracing WorldSSP300 Team | Yamaha        | YZF-R3        | 87            | Cameron Swain         |               |               |
| Yamaha Motoxracing WorldSSP300 Team | Yamaha        | YZF-R3        | 96            | Marc Vich             |               |               |
| Yamaha AD78 FIMLA by MS Racing      | Yamaha        | YZF-R3        | 12            | Humberto Maier        |               |               |
| Yamaha AD78 FIMLA by MS Racing      | Yamaha        | YZF-R3        | 62            | Kevin Fontainha       |               |               |
| PATA AG Motorsport Italia WSSP300   | Yamaha        | YZF-R3        | 91            | Matteo Vannucci       |               |               |

| Leyenda             |
| ------------------- |
| Piloto titular      |
| Piloto invitado     |
| Piloto de reemplazo |

- Todos los pilotos usan neumáticos Pirelli.

## Resultados
Sistema de puntuación
| Posición | 1º | 2º | 3º | 4º | 5º | 6º | 7º | 8º | 9º | 10º | 11º | 12º | 13º | 14º | 15º |
| Puntos   | 25 | 20 | 16 | 13 | 11 | 10 | 9  | 8  | 7  | 6   | 5   | 4   | 3   | 2   | 1   |

### Campeonato de pilotos
| Pos. | Piloto                   | Moto     | POR | POR | ASS | ASS | MOS | MOS | MIS | MIS | MAG | MAG | ARA | ARA | EST | EST | JER | JER | Pts. |
| Pos. | Piloto                   | Moto     | R1  | R2  | R1  | R2  | R1  | R2  | R1  | R2  | R1  | R2  | R1  | R2  | R1  | R2  | R1  | R2  | Pts. |
| ---- | ------------------------ | -------- | --- | --- | --- | --- | --- | --- | --- | --- | --- | --- | --- | --- | --- | --- | --- | --- | ---- |
| 1    | Jeffrey Buis             | KTM      | 1   | Ret | 1   | 1   | 23  | 1   |     |     |     |     |     |     |     |     |     |     | 100  |
| 2    | Julio García González    | Kawasaki | 2   | 2   | 3   | 11  | 1   | 5   |     |     |     |     |     |     |     |     |     |     | 97   |
| 3    | Beñat Fernández          | Kove     | 4   | 1   | 5   | 5   | 3   | 2   |     |     |     |     |     |     |     |     |     |     | 96   |
| 4    | David Salvador           | Kawasaki | Ret | 5   | 4   | 2   | 2   | 4   |     |     |     |     |     |     |     |     |     |     | 77   |
| 5    | Humberto Maier           | Yamaha   | 5   | Ret | 2   | 7   | 4   | 3   |     |     |     |     |     |     |     |     |     |     | 69   |
| 6    | Antonio Torres Domínguez | Kawasaki | 3   | 3   | Ret | 9   | 7   | 6   |     |     |     |     |     |     |     |     |     |     | 58   |
| 7    | Carter Thompson          | Kawasaki | 6   | 4   | 6   | 6   | 11  | 7   |     |     |     |     |     |     |     |     |     |     | 57   |
| 8    | Matteo Vannucci          | Yamaha   | 7   | 11  | 8   | 8   | 5   | 11  |     |     |     |     |     |     |     |     |     |     | 46   |
| 9    | Marco Gaggi              | Yamaha   | Ret | DNS | 16  | 4   | 8   | 8   |     |     |     |     |     |     |     |     |     |     | 29   |
| 10   | José Manuel Osuna Saez   | Kawasaki | 17  | 9   | 9   | 16  | 9   | 9   |     |     |     |     |     |     |     |     |     |     | 28   |
| 11   | Kevin Fontainha          | Yamaha   | 11  | 12  | 11  | 12  | 14  | 10  |     |     |     |     |     |     |     |     |     |     | 26   |
| 12   | Daniel Mogeda            | Kawasaki |     |     | 7   | 3   | Ret | Ret |     |     |     |     |     |     |     |     |     |     | 25   |
| 13   | Felix Putra Mulya        | Yamaha   | 9   | 7   | 12  | 18  | 12  | 19  |     |     |     |     |     |     |     |     |     |     | 24   |
| 14   | Elia Bartolini           | Yamaha   | 15  | 8   | 14  | 15  | 6   | Ret |     |     |     |     |     |     |     |     |     |     | 22   |
| 15   | Phillip Tonn             | KTM      | 8   | 6   |     |     |     |     |     |     |     |     |     |     |     |     |     |     | 18   |
| 16   | Kevin Sabatucci          | Kawasaki | 13  | 14  | 13  | 10  | 15  | 14  |     |     |     |     |     |     |     |     |     |     | 17   |
| 17   | Tomás Alonso             | Kawasaki | 10  | 10  | 17  | Ret | 24  | 25  |     |     |     |     |     |     |     |     |     |     | 12   |
| 18   | Mirko Gennai             | Kawasaki | Ret | Ret | 10  | Ret | 13  | 15  |     |     |     |     |     |     |     |     |     |     | 10   |
| 19   | Petr Svoboda             | Kawasaki | 14  | 15  | Ret | 17  | 10  | Ret |     |     |     |     |     |     |     |     |     |     | 9    |
| 20   | Juan Risueño             | Yamaha   | 16  | 13  | 19  | 13  | Ret | 24  |     |     |     |     |     |     |     |     |     |     | 6    |
| 21   | Faerozi Toreqottullah    | Yamaha   | 12  | Ret | Ret | DNS | 21  | 20  |     |     |     |     |     |     |     |     |     |     | 4    |
| 22   | Jakob Rosenthaler        | KTM      |     |     |     |     | Ret | 12  |     |     |     |     |     |     |     |     |     |     | 4    |
| 23   | Unai Calatayud           | Yamaha   | Ret | DNS |     |     | 22  | 13  |     |     |     |     |     |     |     |     |     |     | 3    |
| 24   | Emiliano Ercolani        | Kawasaki | Ret | Ret | Ret | 14  | DNS | DNS |     |     |     |     |     |     |     |     |     |     | 2    |
| 25   | Alessandro Di Persio     | Yamaha   |     |     | 15  | Ret |     |     |     |     |     |     |     |     |     |     |     |     | 1    |
| 26   | Gianmaria Ibidi          | Yamaha   |     |     |     |     | 16  | Ret |     |     |     |     |     |     |     |     |     |     | 0    |
| 27   | Roberto Fernández        | Kawasaki | 18  | 17  | 18  | Ret | 19  | 16  |     |     |     |     |     |     |     |     |     |     | 0    |
| 28   | Emanuele Cazzaniga       | Yamaha   | 21  | 16  | 22  | 19  | 17  | 18  |     |     |     |     |     |     |     |     |     |     | 0    |
| 29   | Marc Vich Gil            | Yamaha   | 20  | DNS | 20  | 20  | 25  | 17  |     |     |     |     |     |     |     |     |     |     | 0    |
| 30   | Cameron Swain            | Yamaha   | 19  | 18  | 21  | 23  |     |     |     |     |     |     |     |     |     |     |     |     | 0    |
| 31   | Filip Novotny            | Kawasaki | Ret | Ret | Ret | Ret | 18  | Ret |     |     |     |     |     |     |     |     |     |     | 0    |
| 32   | Uriel Hidalgo            | Kawasaki | 22  | 19  | Ret | 22  | DNS | DNS |     |     |     |     |     |     |     |     |     |     | 0    |
| 33   | Gonzalo Sánchez          | Yamaha   | DNS | DNS |     |     | 20  | 21  |     |     |     |     |     |     |     |     |     |     | 0    |
| 34   | Giacomo Zannini          | Kawasaki | 23  | 20  | 24  | Ret | 27  | 23  |     |     |     |     |     |     |     |     |     |     | 0    |
| 35   | Valentin Folger          | Yamaha   |     |     | 23  | 21  |     |     |     |     |     |     |     |     |     |     |     |     | 0    |
| 36   | Daniel Tureček           | Kawasaki |     |     |     |     | 26  | 22  |     |     |     |     |     |     |     |     |     |     | 0    |
| Pos. | Piloto                   | Moto     | POR | POR | ASS | ASS | MOS | MOS | MIS | MIS | MAG | MAG | ARA | ARA | EST | EST | JER | JER | Pts. |

| Color     | Resultado                                                               |
| --------- | ----------------------------------------------------------------------- |
| Oro       | Ganador                                                                 |
| Plata     | 2.ª plaza                                                               |
| Bronce    | 3.ª plaza                                                               |
| Verde     | Finalizó en los puntos                                                  |
| Azul      | Finalizó sin puntos                                                     |
| Azul      | NC - No clasificado                                                     |
| Violeta   | Ret - No terminó (Carrera)                                              |
| Rojo      | DNQ - No se clasificó                                                   |
| Negro     | DSQ - Descalificado                                                     |
| Blanco    | DNS - No empezó (carrera)                                               |
| Blanco    | WD - Retirado (fin de semana)                                           |
| Blanco    | C - Carrera cancelada                                                   |
| Sin color | DNP - Inscrito pero no participó                                        |
| Sin color | INJ - Lesionado                                                         |
| Sin color | EX - Excluido                                                           |
| Estado    | Resultado                                                               |
| Negrita   | Pole position                                                           |
| Cursiva   | Vuelta rápida                                                           |
| †         | Abandona, pero clasifica al completar el porcentaje requerido para ello |

### Campeonato de constructores
| Pos. | Constructor | POR | POR | ASS | ASS | MOS | MOS | MIS | MIS | MAG | MAG | ARA | ARA | EST | EST | JER | JER | Pts. |
| Pos. | Constructor | R1  | R2  | R1  | R2  | R1  | R2  | R1  | R2  | R1  | R2  | R1  | R2  | R1  | R2  | R1  | R2  | Pts. |
| ---- | ----------- | --- | --- | --- | --- | --- | --- | --- | --- | --- | --- | --- | --- | --- | --- | --- | --- | ---- |
| 1    | Kawasaki    | 2   | 2   | 3   | 2   | 1   | 4   |     |     |     |     |     |     |     |     |     |     | 114  |
| 2    | KTM         | 1   | 6   | 1   | 1   | 23  | 1   |     |     |     |     |     |     |     |     |     |     | 110  |
| 3    | Kove        | 4   | 1   | 5   | 4   | 3   | 2   |     |     |     |     |     |     |     |     |     |     | 96   |
| 4    | Yamaha      | 5   | 7   | 2   | 6   | 4   | 3   |     |     |     |     |     |     |     |     |     |     | 82   |
| Pos. | Constructor | POR | POR | ASS | ASS | MOS | MOS | MIS | MIS | MAG | MAG | ARA | ARA | EST | EST | JER | JER | Pts. |